# 米易地不容
米易地不容（学名：Stephania miyiensis）是防已科千金藤属的植物，为中国的特有植物。分布在中国大陆的四川等地，目前尚未由人工引种栽培。